# Рапигалиев, Бургутали Рапигалиевич
Бургутали́ Рапигали́евич Рапигали́ев (узб. Burgutali Rapigʻaliyevich Rapigʻaliyev, Бургутали Рапиғалиевич Рапиғалиев; 1935, к. Ходжаобод, Папский район, Ферганская область, Узбекская ССР, СССР — не позднее 2002) — советский и узбекский государственный и политический деятель, с 27 января 1992 по 6 ноября 1996 года — хоким (губернатор) Наманганской области.

## Биография
Бургутали Рапигалиев родился в 1935 году в кишлаке Ходжаобод Папского района Ферганской области (ныне Наманганской области).
Окончил Ташкентский финансово-экономический институт. Трудовую деятельность начал старшим инспектором Папского райфинотдела.
Был помощником секретаря Ферганского обкома Коммунистической партии Советского Союза, начальником Наманганского областного управления местной промышленности, плодово-овощной и виноградной промышленности, на базе которого создал Наманганское агропромышленное объединение «Узплодоовощвинпром».
С 1990 года — первый секретарь Папского районного комитета КПСС.
С 27 января 1992 года по 6 ноября 1996 года — хоким Наманганской области.
Избирался депутатом Олий Мажлиса Республики Узбекистан 2 созыва (1995—1999) от Камарсадинского избирательного округа № 100, член Народно-демократической партии Узбекистана.
Умер, дата смерти неизвестна.

## Награды
Награжден орденом «Дустлик» (25.08.1994)